# Madison Square Garden
Madison Square Garden, thường được gọi là The Garden hoặc viết tắt là MSG, là một nhà thi đấu đa năng ở Thành phố New York. Nhà thi đấu nằm ở Midtown Manhattan, giữa Đại lộ thứ 7 và Đại lộ thứ 8, và kéo dài từ Đường 31 đến Đường 33. Ga Pennsylvania nằm ở ngay dưới nhà thi đấu này. Đây là nhà thi đấu thứ tư mang tên "Madison Square Garden"; hai nhà thi đấu đầu tiên (1879 và 1890) nằm ở Quảng trường Madison, trên Đại lộ Madison và Đường 26, và Madison Square Garden thứ ba (1925) nằm trên Đại lộ thứ 8 và Đường 50.
Madison Square Garden được sử dụng cho các trận đấu khúc côn cầu trên băng chuyên nghiệp và bóng rổ, cũng như các trận đấu quyền Anh và võ thuật tổng hợp, các buổi hòa nhạc, chương trình biểu diễn trên băng, chương trình xiếc, các trận đấu vật chuyên nghiệp và các sự kiện thể thao và giải trí khác. Nhà thi đấu này gần với các địa danh khác ở Midtown Manhattan, bao gồm Tòa nhà Empire State, Phố người Hàn và Macy's tại Quảng trường Herald. Đây là sân nhà của New York Rangers thuộc National Hockey League (NHL), New York Knicks thuộc Giải bóng rổ Nhà nghề Mỹ (NBA). Đây cũng là sân nhà của New York Liberty (WNBA) từ năm 1997 đến năm 2017.
The Garden được khánh thành vào ngày 11 tháng 2 năm 1968 với tên gọi là Trung tâm Madison Square Garden. Đây là cơ sở thể thao lớn lâu đời nhất ở vùng đô thị New York. Đây là nhà thi đấu lâu đời nhất ở NBA và NHL. Năm 2016, MSG là nhà thi đấu biểu diễn âm nhạc bận rộn thứ hai trên thế giới, sau The O2 Arena ở Luân Đôn. Với tổng chi phí xây dựng là khoảng 1,1 tỷ đô la (bao gồm hai lần cải tạo lớn), nhà thi đấu này được xếp hạng là một trong 10 sân vận động hoặc nhà thi đấu đắt nhất từng được xây dựng. MSG là một phần của khu phức hợp bán lẻ và văn phòng Pennsylvania Plaza, được đặt tên theo ga Pennsylvania. Một số doanh nghiệp, bộ phim, kênh truyền hình và các công trình có liên quan đến The Garden đều có chung tên "Madison Square Garden".

### Các nguồn khác
- McShane, Larry. "Looking Back at 125 Years of Madison Square Garden". New York City. Bản gốc lưu trữ ngày 30 tháng 8 năm 2005. Truy cập ngày 7 tháng 8 năm 2005.
- "MSG: Corporate Information". Bản gốc lưu trữ ngày 6 tháng 8 năm 2005. Truy cập ngày 7 tháng 8 năm 2005.
- "Rent The Garden". Bản gốc lưu trữ ngày 5 tháng 3 năm 2005. Truy cập ngày 7 tháng 8 năm 2005.
- Bagli, Charles V. (ngày 12 tháng 9 năm 2005). "Madison Square Garden's Owners Are in Talks to Replace It, a Block West". The New York Times.
- Huff, Richard (ngày 22 tháng 8 năm 2006). "Arena's the Star of MSG Revamp". New York Daily News.[liên kết hỏng]
- Anderson, Dave (ngày 19 tháng 2 năm 1981). "Sports of the Times; Dues for the City". The New York Times.
- "A Garden Built For Tomorrow," Sports Illustrated, ngày 2 tháng 1 năm 1967.
- Madison Square Garden đang được xây dựng từ Hagley Digital Archives